# Polistes weyrauchorum
Polistes weyrauchorum är en getingart som beskrevs av Willink 1964. Polistes weyrauchorum ingår i släktet pappersgetingar, och familjen getingar. Inga underarter finns listade i Catalogue of Life.